# Serhij Bebeschko
Serhij Wassiljowitsch Bebeschko (ukrainisch Сергі́й Васи́льович Бебе́шко, russisch Сергей Васильевич Бебешко, * 29. Februar 1968 in Nowa Kachowka, Ukrainische SSR, Sowjetunion) ist ein ukrainisch-stämmiger Handballtrainer. Seit 2021 besitzt er die spanische Staatsbürgerschaft. Als aktiver Handballspieler wurde er zumeist auf der Position Rückraum Mitte eingesetzt.

## Karriere
Der 1,84 m große und zu seiner aktiven Zeit 90 kg schwere Spielmacher begann seine Karriere 1985 beim SKA Minsk und wurde Teil der dominierenden Mannschaft der späten 1980er-Jahre. Mit dem Armeeklub wurde er 1986, 1988 und 1989 sowjetischer Meister, gewann den Europapokal der Landesmeister 1987, 1989 und 1990 sowie den Europapokal der Pokalsieger 1988. Nach dem Zerfall der Sowjetunion wechselte er 1992 in die spanische Liga ASOBAL zu BM Cuenca. Nach einer Saison schloss er sich BM Ciudad Real an, bei dem er bis 2000 blieb. In der Saison 1998/99 unterlag er im Finale des Euro-City-Cups der SG Flensburg-Handewitt. Im EHF-Pokal 1999/2000 scheiterte er im Viertelfinale am späteren Sieger RK Metković Jambo. Anschließend spielte er noch in der zweiten spanischen und französischen Liga, ehe er 2006 seine Karriere als Spieler beendete.
In der sowjetischen Nationalmannschaft debütierte Bebeschko 1990, ein Jahr nachdem er mit der Juniorenauswahl 1989 Weltmeister geworden war. Mit dem Vereinten Team der GUS gewann er bei den Olympischen Spielen 1992 in Barcelona die Goldmedaille. Für den Olympiasieg erhielt er die Auszeichnung Verdienter Meister des Sports der UdSSR. Er bestritt 70 Länderspiele.

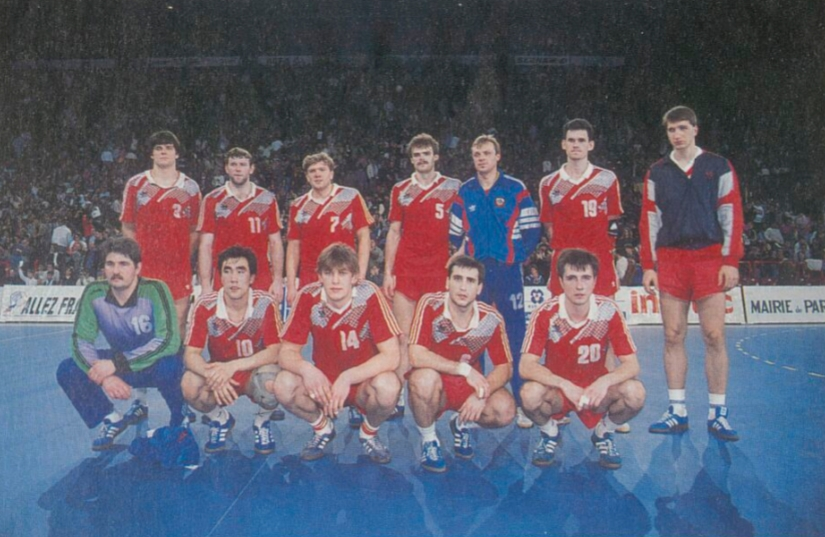
Die Auswahl der GUS beim Tournoi de Bercy 1992: Dmitri Kudinow, Michael Jakimowitsch, Serhij Bebeschko, Andrei Minevski, Alexander Minevski, Igor Wassiljew, Gennadij Chalepo (h.v.l.), Igor Tschumak, Talant Dujshebaev, Oleg Grebnew, Jurij Hawrylow, Dmitri Filippow (v.v.l.).

Nach seiner aktiven Karriere übernahm Bebeschko 2006 den Trainerposten von BM Huesca und 2008 von BM Toledo. Mit dem belarussischen Klub HC Dinamo Minsk gewann er 2010, 2011, 2012 und 2013 die belarussische Meisterschaft sowie 2010 und 2013 den Pokal. International erreichte er die dritte Runde im EHF-Pokal 2009/10, die Gruppenphase in der EHF Champions League 2010/11, das Viertelfinale im EHF-Pokal 2011/12 und das Achtelfinale in der EHF Champions League 2012/13. Von 2013 bis Dezember 2014 trainierte er den ukrainischen Meister HK Motor Saporischschja, mit dem er in der EHF Champions League 2013/14 im Achtelfinale auf den THW Kiel traf. 2015 übernahm er das Traineramt des belarussischen Vereins Brest GK Meschkow, der unter seiner Leitung 2016, 2017 und 2018 sowohl die belarussische Meisterschaft als auch den belarussischen Pokal gewann. Von 2018 bis August 2021 trainierte er die ukrainische Männer-Handballnationalmannschaft. Anschließend übernahm er den russischen Erstligisten Fakel Taganrog, den er auf den dritten Platz der Meisterschaft führte.
Zur Saison 2023/24 übernimmt er den polnischen Erstligisten Klub Sportowy Azoty-Puławy.

## Sonstiges
Serhij Bebeschko schloss eine Ausbildung am Staatlichen Institut für Körperkultur (ГИФК Государственной институт физической культуры) in Kiew ab.